# Mała Przełączka
Mała Przełączka – położona na wysokości około 1915 m przełączka w grani głównej Tatr Zachodnich na granicy polsko-słowackiej. Znajduje się w południowej grani Ciemniaka (2096 m), pomiędzy jej górną częścią a Głazistą Turnią (ok. 1950 m). Atlas satelitarny Tatr i Podtatrza w grani Ciemniaka powyżej Małej Przełączki wyróżnia jeszcze Głazistą Czubkę i Wyżnią Małą Przełączkę. Cały ten rejon zbudowany jest ze skał wapiennych. Wschodnie, słowackie stoki spod Małej Przełączki opadają do Świstówki Liptowskiej. Są częściowo trawiaste, częściowo piarżyste i niezbyt strome. Po zachodniej, polskiej stronie opada natomiast spod Małej Przełączki najbardziej lewy z Czerwonych Żlebków. W połowie odległości pomiędzy Małą Przełączką a Głazistą Turnią z grani zwanej Stołami, na zachodnią stronę, do Wyżniej Polany Tomanowej odchodzi grzęda z licznymi skałkami w górnej części. Grzęda ta oddziela Czerwone Żlebki i ich wspólne dolne koryto – Czerwony Żleb od innego, nienazwanego żlebu opadającego do górnej części Wyżniej Polany Tomanowej.
Powyżej Małej Przełączki od strony Ciemniaka, w Rzędach Tomanowych, znajdują się jaskinie: Tomanowa Szczelina I i Grota nad Małą Przełączką.